# Canosio
Canosio (Cianeus in piemontese, Chanuelhas in occitano) è un comune italiano di 77 abitanti della provincia di Cuneo in Piemonte.

## Storia

### Simboli

Stemma del Comune di Canosio

Lo stemma del comune è stato concesso con decreto del presidente della Repubblica del 30 novembre 2005.
(D.P.R. 30.11.2005)
Riprende in parte lo stemma della famiglia Alessi di Carrù, Conti di Canosio dal 1819, che si presentava inquartato: al 1° di rosso, all'aquila coronata d'argento; al 2° d'azzurro alla torre d'argento; al 3° d'azzurro all'albero nodrito sulla pianura erbosa, sostenente un uccello fissante un sole d'oro orizzontale destro, il tutto al naturale; al 4° scaccato di rosso e d'argento.
Il gonfalone è un drappo di bianco.

## Società

### Evoluzione demografica
Abitanti censiti

## Monumenti e luoghi d'interesse
- Altopiano della Gardetta, patrimonio geologico italiano

## Amministrazione
| Periodo        | Periodo        | Primo cittadino   | Partito              | Carica  | Note    |
| -------------- | -------------- | ----------------- | -------------------- | ------- | ------- |
| 24 giugno 1985 | 24 aprile 1994 | Gabriele Argenta  | Democrazia Cristiana | Sindaco | [ 7 ]   |
| 26 maggio 1990 | 24 aprile 1995 | Gabriele Argenta  | Indipendente         | Sindaco | [ 8 ]   |
| 24 aprile 1995 | 4 marzo 1999   | Antonio Reinero   | Indipendente         | Sindaco | decesso |
| 14 giugno 1999 | 14 giugno 2004 | Gabriele Argenta  | Indipendente         | Sindaco | [ 10 ]  |
| 14 giugno 2004 | 8 giugno 2009  | Aldo Petrocco     | Lista civica         | Sindaco | [ 11 ]  |
| 8 giugno 2009  | 26 maggio 2014 | Roberto Colombero | Indipendente         | Sindaco | [ 12 ]  |
| 26 maggio 2014 | 25 maggio 2019 | Roberto Colombero | Lista civica         | Sindaco | [ 13 ]  |
| 26 maggio 2019 | in carica      | Domenico Vallero  | lista civica         | Sindaco |         |